# Pitsivaarri
Pitsivaarri är ett berg i Finland. Det ligger i Enontekis i landskapet Lappland, i den norra delen av landet, 1 000 km norr om huvudstaden Helsingfors. Toppen på Pitsivaarri är 580 meter över havet.
Terrängen runt Pitsivaarri är platt åt nordost, men åt sydväst är den kuperad.  Trakten runt Pitsivaarri är nära nog obefolkad, med mindre än två invånare per kvadratkilometer. Det finns inga samhällen i närheten. Omgivningarna runt Pitsivaarri är i huvudsak ett öppet busklandskap.